# Geofco-Ville d’Alger/Saison 2012
Dieser Artikel listet Erfolge und Fahrer des Radsportteams Geofco-Ville d’Alger in der Saison 2012 auf.

## Abgänge – Zugänge
| Zugänge                        | Team 2011                   | Abgänge                            | Team 2012                     |
| ------------------------------ | --------------------------- | ---------------------------------- | ----------------------------- |
| Bert Scheirlinckx              | Landbouwkrediet             | Bilel Amari                        | Vélo Club SOVAC Algérie       |
| Dimitri Claeys                 | Team NetApp                 | Hamza Amaouche                     | Unbekannt                     |
| Rikke Dijkxhoorn               | Cyclingteam de Rijke        | Youcef Cherafa                     | Unbekannt                     |
| James Spragg                   | Donckers Koffie-Jelly Belly | Ivo Suur (bis 31. März)            | Unbekannt                     |
| Thomas Vernaeckt               | Veranda’s Willems-Accent    | Jérôme Gilbert (bis 11. April)     | Accent Jobs-Willems Veranda’s |
| Jérémy Burton                  | Lotto-Bodysol (2010)        | Janek Tombak (bis 5. Juli)         | Unbekannt                     |
| Janek Tombak                   | Cycling Club Bourgas (2009) | Dimitri Claeys (bis 31. Juli)      | Unbekannt                     |
| Khaled Abdenbi                 | Neoprofi                    | Khaled Guemihi (bis 31. Juli)      | Unbekannt                     |
| Mouadh Bettira                 | Neoprofi                    | Carl Heinrich Pruun (bis 31. Juli) | Unbekannt                     |
| Henryk Cardoen                 | Neoprofi                    |                                    |                               |
| Jérôme Gilbert                 | Neoprofi                    |                                    |                               |
| Khaled Guemihi                 | Neoprofi                    |                                    |                               |
| Carl Heinrich Pruun            | Neoprofi                    |                                    |                               |
| Mikaël Stilite                 | Neoprofi                    |                                    |                               |
| Ivo Suur                       | Neoprofi                    |                                    |                               |
| Jake Tanner                    | Neoprofi                    |                                    |                               |
| Michael Nicholson (ab 6. Juli) | Neoprofi                    |                                    |                               |

## Mannschaft
| Name                | Geburtstag         | Nationalität           |              |
| ------------------- | ------------------ | ---------------------- | ------------ |
| Khaled Abdenbi      | 28. Dezember 1988  | Algerien               |              |
| Nabil Baz           | 6. Juni 1987       | Algerien               |              |
| Mouadh Bettira      | 6. Juni 1992       | Algerien               |              |
| Jérémy Burton       | 13. September 1984 | Belgien                |              |
| Henryk Cardoen      | 29. August 1987    | Belgien                |              |
| Rikke Dijkxhoorn    | 5. Januar 1986     | Niederlande            |              |
| Abderahmane Nichani | 4. Oktober 1992    | Algerien               |              |
| Michael Nicholson   | 10. August 1985    | Vereinigtes Königreich |              |
| Bert Scheirlinckx   | 1. November 1974   | Belgien                |              |
| Walid Serrai        | 7. Januar 1991     | Algerien               |              |
| James Spragg        | 19. Juli 1987      | Vereinigtes Königreich |              |
| Mikaël Stilite      | 20. März 1992      | Belgien                |              |
| Jake Tanner         | 6. November 1991   | Vereinigtes Königreich |              |
| Thomas Vernaeckt    | 7. November 1988   | Belgien                |              |
| Abdelaziz Yahmi     | 10. Mai 1992       | Algerien               |              |
| Abdenour Yahmi      | 10. Mai 1992       | Algerien               |              |
| Stagiaires          | Stagiaires         | Nationalität           | Nationalität |
| Quentin Tanis       | Quentin Tanis      | Frankreich             |              |
| Sean Van De Waeter  | Sean Van De Waeter | Belgien                |              |